# Dancing in the Rain
«Dancing in the Rain» (укр. «Танцюючи під дощем») — пісня іспанської співачки Рут Лоренсо, з якою вона представляла Іспанію на пісенному конкурсі Євробачення 2014 у Копенгагені, Данія. У фіналі конкурсу пісня набрала 74 бали та посіла 10 місце.